# Košice (Boêmia do Sul)
Košice é uma comuna checa localizada na região da Boêmia do Sul, distrito de Tábor.